# 恋はジャスミン
『恋はジャスミン』（こいはジャスミン）は、山本貴嗣による日本の漫画作品。『月刊ジャストコミック』（光文社）にて1983年7月号から1985年2月号まで連載された。全21話。連載中は単行本が出なかったが、1986年にジェッツコミックス（白泉社）から全3巻が刊行された。

## 概要
『桃源荘綺譚』の設定を大幅に変えた作品で、仙人一族の家出娘・ジャスミンを中心に、ボロアパート騒巣館の復興作戦と彼女の学園生活を描く。タイトルの「恋」が示すとおりラブコメに突入する予定で、学園編の直前に『桃源荘綺譚』のセルフパロディ（最終回の挨拶）をやるほど気合いが入っていたが、学園編突入直後に掲載誌の誌面刷新により打ち切られた。
同作の平夢和のキャラクターはのちに『エルフ・17』のマスカット・タイラーに受け継がれた。

## あらすじ
巫茉莉花、ジャスミンは何の変哲もない仙人の娘。ただほんの少し他の仙人より下界に憧れているというだけの何の変哲もない少女。彼女は祖父・巫明太の協力を受け、家出して下界へと降り立つ。初めて出会った人間平和夫を騙して住処を得ようとし、彼の住むアパート騒巣館に向かうが、そこに待っていたのは、彼の実兄で平コンツェルンの平夢和。平兄弟はボロアパート騒巣館の処遇を巡り争っていた。ジャスミンと和夫はともに騒巣館の復興作戦（住人集め）を開始し、一癖も二癖もある人間を集め、平コンツェルンに立ち向かう。
騒巣館復興と平コンツェルンとの闘いの後、ジャスミンは祖父の協力のもと、素敵な彼氏を見つけるために私立愛翼学園に編入学するが、そこは不純異性交遊に特化した不良校。さらには自分より美しい人間が現れた事を知った百栗美子に目をつけられてしまう。

## 主な登場人物
巫茉莉花（フー・ジャスミン/かんなぎ・ジャスミン）
下界に憧れる仙人の娘。15歳。祖父がくれた三宝（指輪・腕輪・イヤリング）を身に付けて家出。三宝にはちっちゃい仙人・仙界少年隊（ジョン、パイ、ファー）、仙界のドラゴン・ウォンウォンなどが封じ込められている。ただし、学園編の時には返却。自身の仙術は弱い。のちに私立愛翼学園に編入。
巫明太（フー・メンタイ）
ジャスミンの祖父。ジャスミンの家出に協力的。『桃源荘綺譚』や『超人日記』のセルフパロディをやったり、キャラ造形が『桃源荘綺譚』の珍明太そのままだったりというギャグキャラ。
平和夫（たいら かずお）
ごく普通の会社員。亡父（元・平コンツェルン総帥）の遺産で唯一ボロアパート騒巣館を引き継いだ。
平夢和（たいら ゆめかず）
平コンツェルン総帥で和夫の兄。採算の取れない騒巣館を潰してホテルを建てようと和夫に迫っている。実業家としての顔の他、マジシャンとしても著名。
マコ・中平（マコ なかひら）
警視庁でも指折りのSPだったが、逆に自身が暗殺者に狙われることになり、無期限休職のうえ逃亡生活を送っている。モデルは江口寿史の元担当編集者。
姉川艶子（あねかわ つやこ）
私立帝王学園中学に勤める体育教師・生活指導教諭。「鬼の姉川」の異名を持ち、姦市中の不良が彼女を倒して一旗揚げようとしている。その勢いは彼女の自宅に不法侵入・放火するほど。のちに私立愛翼学園高校に転任。
佐久間寛（さくま ひろし）
ジャーナリスト。著作にはそれなりの影響力があり、世界各国の殺し屋から命を狙われている。モデルは宮岡寛。
一賢一（にのまえ けんいち）
私立帝王学園高校2年。郵便配達のバイト中にジャスミンと知り合い、百栗vsジャスミンの闘いに巻き込まれる。
百栗美子（ももぐり みこ）
私立愛翼学園高校の占術研究会に所属。占術で姦市に自分より美しい人間（ジャスミンと姉川）が現れた事を知り、ジャスミンと姉川の命を狙う。

## 単行本同時収録作品
高い城の男（月刊ジャストコミック、1981年6月号）
世界征服を企む悪の帝王｢高い城の男｣が主人公のスラップスティック作品。同名の小説とは無関係。16ページ。